# Приимков-Ростовский, Борис Андреевич
Князь Борис Андреевич Приимков-Ростовский — голова и воевода во времена правления Ивана IV Васильевича Грозного.
Из княжеского рода Приимковы-Ростовские. Старший из четырёх сыновей Андрея Дмитриевича Приимкова-Ростовского, упомянутого в 1544 году вторым воеводой войск правой руки в Казанском походе и шестым воеводой в походе под Оршу против поляков. Имел братьев, князей: голову и есаула Григория, рынду Романа, воеводу и наместника Михаила.

## Биография
Показан в детях боярских. В 1538-1539 годах голова при князе Дмитрии Фёдоровиче Бельском в Большом полку на берегу Оки, для охранения от прихода крымских татар. В 1540 году посылочный голова в Коломне, а после двадцать первый есаул в Колыванском походе. В марте 1544 года, вместе с отцом, воевода восьмого полка войск правой руки в Казанском походе водным путём по реке Ока.

## Семья
От брака с неизвестной имел детей:
- Князь Приимков-Ростовский Никита Борисович — воевода.
- Князь Приимков-Ростовский Даниил Борисович — воевода, наместник и боярин.
- Княжна Феодора Борисовна — постриглась в монахини.